# Platanthera alpinipaludosa
Platanthera alpinipaludosa är en orkidéart som beskrevs av Pieter van Royen. Platanthera alpinipaludosa ingår i släktet nattvioler, och familjen orkidéer. Inga underarter finns listade i Catalogue of Life.